# Stagione di college football 2014
La stagione di college football NCAA Division I FBS 2014 negli Stati Uniti organizzata dalla National Collegiate Athletic Association (NCAA) per la Division I Football Bowl Subdivision (FBS), il livello più elevato del football universitario, è iniziata il 27 agosto 2014 e la sua stagione regolare è conclusa il 13 dicembre 2014. La finale è disputata il 12 gennaio 2015 e ha visto la vittoria degli Ohio State Buckeyes, al loro ottavo titolo, contro Oregon.
Questa è la prima stagione in cui si è adottato il nuovo sistema chiamato College Football Playoff (CFP), che ha sostituito il precedente Bowl Championship Series (BCS).

## Bowl game e College Football Playoff
A partire dai playoff 2014–15, sei Bowl CFP ospiteranno le semifinali di playoff su rotazione. Per questa stagione, il Rose Bowl e lo Sugar Bowl hanno ospitato le semifinali, con le vincenti che si sono affrontate nella finale del campionato NCAA all'AT&T Stadium di Arlington, Texas.
|  | Semifinali | Semifinali    | Semifinali |        |    | Finale     | Finale | Finale |  |
|  |            |               |            |        |    |            |        |        |  |
|  | 1          | Alabama       | 35         |        |    |            |        |        |  |
|  | 1          | Alabama       | 35         |        |    |            |        |        |  |
|  | 4          | Ohio State    | 42         |        |    |            |        |        |  |
|  | 4          | Ohio State    | 42         |        | 4  | Ohio State | 42     |        |  |
|  |            |               |            |        | 4  | Ohio State | 42     |        |  |
|  |            |               | 2          | Oregon | 20 |            |        |        |  |
|  | 2          | Oregon        | 2          | Oregon | 20 | 59         |        |        |  |
|  | 2          | Oregon        |            |        |    |            |        |        |  |
|  | 3          | Florida State | 20         |        |    |            |        |        |  |

## Classifica finale CFP
| CFP | College           | Record | Bowl Game             |
| 1   | Alabama           | 12–1   | Sugar Bowl            |
| 2   | Oregon            | 12–1   | Rose Bowl             |
| 3   | Florida State     | 13–0   | Rose Bowl             |
| 4   | Ohio State        | 12–1   | Sugar Bowl            |
| 5   | Baylor            | 11–1   | Cotton Bowl           |
| 6   | TCU               | 11–1   | Peach Bowl            |
| 7   | Mississippi State | 10–2   | Orange Bowl           |
| 8   | Michigan State    | 10–2   | Cotton Bowl           |
| 9   | Ole Miss          | 9–3    | Peach Bowl            |
| 10  | Arizona           | 10–3   | Fiesta Bowl           |
| 11  | Kansas State      | 9–3    | Alamo Bowl            |
| 12  | Georgia Tech      | 10–3   | Orange Bowl           |
| 13  | Georgia           | 9–3    | Belk Bowl             |
| 14  | UCLA              | 9–3    | Alamo Bowl            |
| 15  | Arizona State     | 9–3    | Sun Bowl              |
| 16  | Missouri          | 10–3   | Citrus Bowl           |
| 17  | Clemson           | 9–3    | Russell Athletic Bowl |
| 18  | Wisconsin         | 10–3   | Outback Bowl          |
| 19  | Auburn            | 8–4    | Outback Bowl          |
| 20  | Boise State       | 11–2   | Fiesta Bowl           |
| 21  | Louisville        | 9–3    | Belk Bowl             |
| 22  | Utah              | 8–4    | Las Vegas Bowl        |
| 23  | LSU               | 8–4    | Music City Bowl       |
| 24  | USC               | 8–4    | Holiday Bowl          |
| 25  | Minnesota         | 8–4    | Citrus Bowl           |

## Premi individuali

### Heisman Trophy

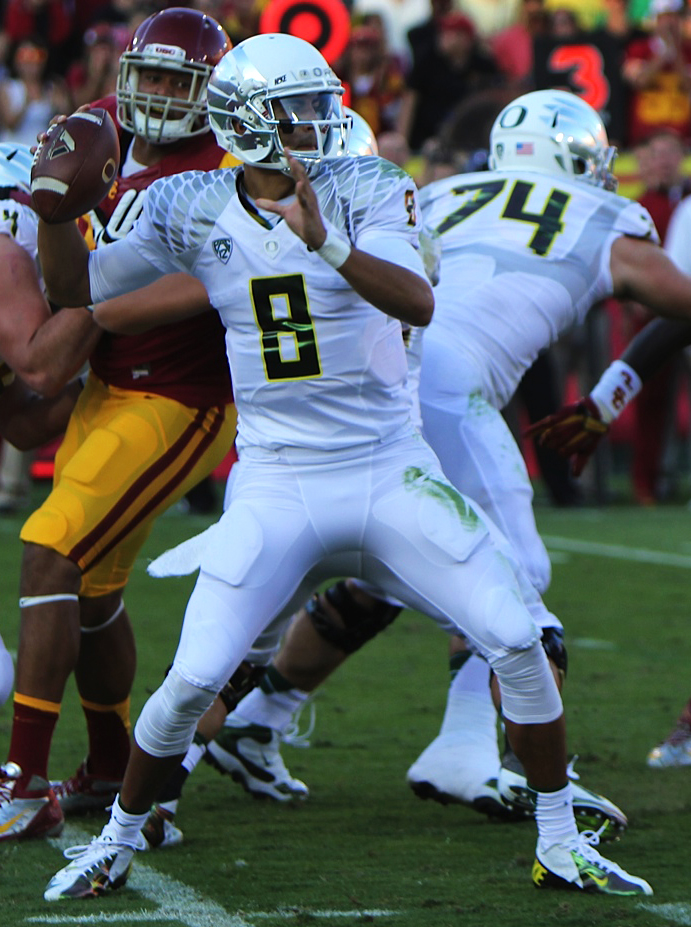
Marcus Mariota è stato il vincitore dell'Heisman Trophy 2014.

L'Heisman Trophy è assegnato annualmente al miglior giocatore dell'anno.
| Giocatore      | College   | Ruolo | 1º  | 2º  | 3º  | Totale |
| -------------- | --------- | ----- | --- | --- | --- | ------ |
| Marcus Mariota | Oregon    | QB    | 788 | 74  | 22  | 2.534  |
| Melvin Gordon  | Wisconsin | RB    | 37  | 432 | 275 | 1.250  |
| Amari Cooper   | Alabama   | WR    | 49  | 280 | 316 | 1.023  |

### Altri premi per il miglior giocatore
- AP Player of the Year: Marcus Mariota, Oregon
- Maxwell Award: Marcus Mariota, Oregon[3]
- SN Player of the Year: Marcus Mariota, Oregon
- Walter Camp Award: Marcus Mariota, Oregon

### Premi per ruolo
- Davey O'Brien Award (quarterback): Marcus Mariota, Oregon
- Doak Walker Award (running back): Melvin Gordon, Wisconsin
- Fred Biletnikoff Award (wide receiver): Amari Cooper, Alabama
- John Mackey Award (tight end): Nick O'Leary, Florida State
- Dave Rimington Trophy (centro): Reese Dismukes, Auburn
- Outland Trophy (interior lineman): Brandon Scherff, Iowa
- Bronko Nagurski Trophy (difensore): Scooby Wright III, Arizona
- Chuck Bednarik Award (difensore): Scooby Wright III, Arizona
- Dick Butkus Award (linebacker): Eric Kendricks, UCLA[4]
- Ted Hendricks Award (defensive end): Scooby Wright III, Arizona
- Jim Thorpe Award (defensive back): Gerod Holliman, Louisville
- Lou Groza Award (placekicker): Brad Craddock, Maryland